# Reitschwert

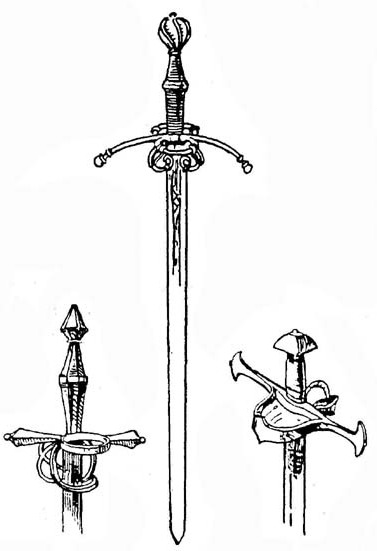
Trios types de Reitschwert, vers 1510-1530.

Reitschwert est un terme allemand littéralement traduisible par « l'épée du chevalier ».
La Reitschwert est un type d'épée datant du XIVe siècle au XVe siècle et caractérisé par une poignée « à une main » et une lame d'environ 85 à 100 cm mais dont le standard était de 90 cm. Très effilée mais large et épaisse, elle permettait des coups aussi bien de taille que d'estoc. Elle se différencie de n'importe quelle autre épée de taille par son pas-d'âne et n'était utilisée pratiquement qu'en Allemagne, d'où son nom à consonance germanique.
La Reitschwert est une des dernières évolutions des épées de taille, avant l'escrime d'estoc, à la rapière.